# Karl Weimer
Karl Weimer (* 27. Juni 1910 in Bondorf; † 1991 in Asperg) war ein deutscher Radrennfahrer.
Weimer begann mit 16 Jahren im örtlichen Radverein mit dem Radsport. Mit 20 Jahren gewann er einen ersten regionalen Titel als Süddeutscher Meister. Er wechselte zum Verein Brennabor Cannstadt. Mit 28 Jahren wurde er dann Berufsfahrer im Rennstall der Victoria-Werke Nürnberg. 1938 belegte Karl Weimer den dritten Platz bei der Deutschen Straßenmeisterschaft der Amateure. Im Jahr darauf wurde er Profi und 1941 deutscher Vize-Meister im Straßenrennen der Berufsfahrer.
Der Zweite Weltkrieg unterbrach die sportliche Laufbahn von Weimer, der aber nach dem Krieg und zweijähriger Kriegsgefangenschaft wieder Rennen als Profi fuhr. 1948 wurde er deutscher Vize-Meister im Zweier-Mannschaftsfahren, gemeinsam mit Erich Hoffmann. Im selben Jahr gewann er die elfte Etappe der Deutschland-Rundfahrt (Grünes Band der IRA), im Jahr darauf die sechste Etappe der Rundfahrt, und 1951 war er bei der fünften Etappe erfolgreich. 1950 (mit Heinz Müller), 1951 (mit Theo Intra) und 1952 (mit Valentin Petry) wurde er jeweils Dritter der Deutschen Meisterschaft im Zweier-Mannschaftsfahren. 1949 siegte er bei Rund um Frankfurt vor Ludwig Hörmann. 1952 wurde er nochmals deutscher Vizemeister im Straßenrennen. Er bestritt 12 Sechstagerennen.
Nach Ende seiner aktiven Radsport-Karriere im Jahre 1953 war Weimer als Trainer tätig und betreute unter anderen den späteren Olympiasieger Karl Link. 1953 war er Mitbegründer der Radsportabteilung des Stuttgarter SC.

## Berufliches
Weimer absolvierte eine Ausbildung zum Feinmechaniker.